# Saint-Thurien (Finistère)
Saint-Thurien (bretonisch Sant-Turian) ist eine französische Gemeinde mit 1005 Einwohnern (Stand 1. Januar 2022) im Département Finistère in der Bretagne.

## Lage und Verkehr
Lorient liegt 30 Kilometer südöstlich und Quimper und 35 Kilometer westlich von Saint-Thurien. Bei Quimperlé und Bannalec befinden sich die nächsten Abfahrten an der Schnellstraße E 60 (Nantes-Brest) und u. a. in Quimperlé, Bannalec und Rosporden gibt es Regionalbahnhöfe.
Bei Lorient, Brest und Rennes befinden sich Regionalflughäfen.

## Geschichte
Saint-Thurien wurde erstmals im Jahre 1278 als Saincthourchan urkundlich erwähnt.

### Bevölkerungsentwicklung

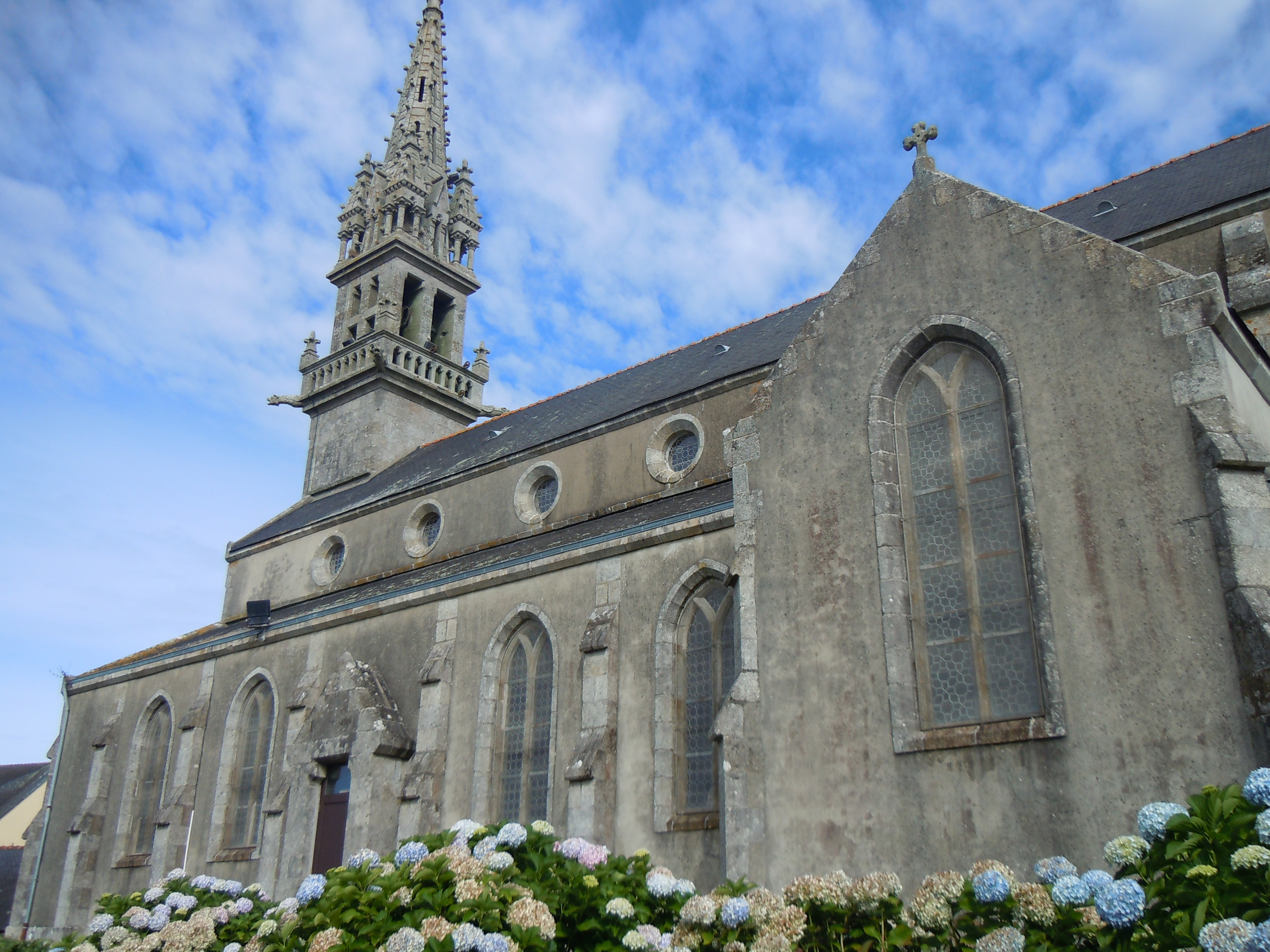
Kirche Saint-Thurien

| Jahr                       | 1962 | 1968 | 1975 | 1982 | 1990 | 1999 | 2006 | 2017 |
| Einwohner                  | 1201 | 1054 | 967  | 925  | 883  | 843  | 869  | 1032 |
| Quellen: Cassini und INSEE |      |      |      |      |      |      |      |      |

## Gemeindepartnerschaft
Mit der irischen Ortschaft Kilmacow im County Kilkenny besteht eine Partnerschaft.